# Moitessieria rolandiana
Moitessieria rolandiana is een slakkensoort uit de familie van de Moitessieriidae. De wetenschappelijke naam van de soort is voor het eerst geldig gepubliceerd in 1863 door Bourguignat.